# دارکوب کوتوله سولو
دارکوب کوتوله سولو (نام علمی: Yungipicus ramsayi) نام یک گونه از سرده دارکوب‌های کج‌گردن است.